# Brunei aux Jeux olympiques d'été de 2024
Brunei participe aux Jeux olympiques d'été de 2024 à Paris en France. Il s'agit de sa 8e participation à des Jeux d'été.
Les nageurs Zeke Chan et Hayley Wong sont nommés porte-drapeaux de la délégation.

## Athlètes engagés
| Sport      | Hommes | Femmes | Total |
| ---------- | ------ | ------ | ----- |
| Athlétisme | 1      | 0      | 1     |
| Natation   | 1      | 1      | 2     |
| Total      | 2      | 1      | 3     |

## Résultats

### Athlétisme
Le Brunei bénéficie d'une place attribuée au nom de l'universalité des Jeux. Muhd Noor Firdaus Ar-Rasyid dispute le 100 mètres, après avoir couru le 200 mètres lors des Jeux olympiques de 2020.
| Athlète                     | Épreuve        | 1er tour | 1er tour | Demi-finale | Demi-finale | Finale  | Finale  |
| Athlète                     | Épreuve        | Temps    | Rang     | Temps       | Rang        | Temps   | Rang    |
| --------------------------- | -------------- | -------- | -------- | ----------- | ----------- | ------- | ------- |
| Muhd Noor Firdaus Ar-Rasyid | 100 m masculin | 10 s 86  | 8e       | Eliminé     | Eliminé     | Eliminé | Eliminé |

### Natation
Le comité a accepté deux invitations universelles pour envoyer concourir les nageurs Zeke Chan et Hayley Wong.
| Athlète     | Épreuve                 | Séries | Séries | Demi-finales | Demi-finales | Finale | Finale |
| Athlète     | Épreuve                 | Temps  | Rang   | Temps        | Rang         | Temps  | Rang   |
| ----------- | ----------------------- | ------ | ------ | ------------ | ------------ | ------ | ------ |
| Hayley Wong | 50 m nage libre féminin |        | e      |              | e            |        | e      |
| Zeke Chan   | 100 m dos masculin      |        | e      |              | e            |        | e      |